# Malomîhailivske, Bereznehuvate
Malomîhailivske (în ucraineană Маломихайлівське) este un sat în așezarea urbană Bereznehuvate din regiunea Mîkolaiiv, Ucraina.

## Demografie
Componența lingvistică a localității Malomîhailivske
     Ucraineană (98,15%)
     Rusă (1,85%)
Conform recensământului din 2001, majoritatea populației localității Malomîhailivske era vorbitoare de ucraineană (98,15%), existând în minoritate și vorbitori de rusă (1,85%).